# 芝山宣助
芝山 宣助（しばやま のぶすけ）は、江戸時代前期から中期にかけての武士。尾張藩の家臣、武家・芝山家の祖。

## 経歴
権大納言・芝山宣豊の子として誕生。
大納言・徳川光友に仕え武士となる。子孫も代々尾張藩に仕える。